# Чебелькаси
Чебелька́си (рос. Чебелькасы, чув. Чĕпĕлкасси) — присілок у Чувашії Російської Федерації, у складі Ільїнського сільського поселення Моргауського району.
Населення — 61 особа (2010; 63 в 2002, 102 в 1979; 145 в 1939, 114 в 1926, 116 в 1906, 93 в 1897, 71 1858). Національний склад — чуваші, росіяни.

## Історія
До 1866 року селяни мали статус державних, займались землеробством, тваринництвом, ковальством, виробництвом взуття, тканин. 1931 року утворено колгосп «Друг». До 1920 року присілок перебував у складі Татаркасинської волості Козьмодемьянського, до 1927 року — у складі Чебоксарського повіту. 1927 року присілок переданий до складу Татаркасинського району, 1939 року — до складу Сундирського, 1962 року — до складу Чебоксарського, 1964 року — до складу Моргауського району.